# Hannwarte

Hannwarte um 1891

Die meteorologische Station Hannwarte am Gipfel des Hochobir in Kärnten wurde am 10. Oktober 1891 – nach mehrjähriger Bauzeit – eröffnet. Sie wurde zu Ehren des international bekannten Meteorologen Julius von Hann – der sich auch tatkräftig für deren Bau eingesetzt hatte – „Hannwarte“ benannt.

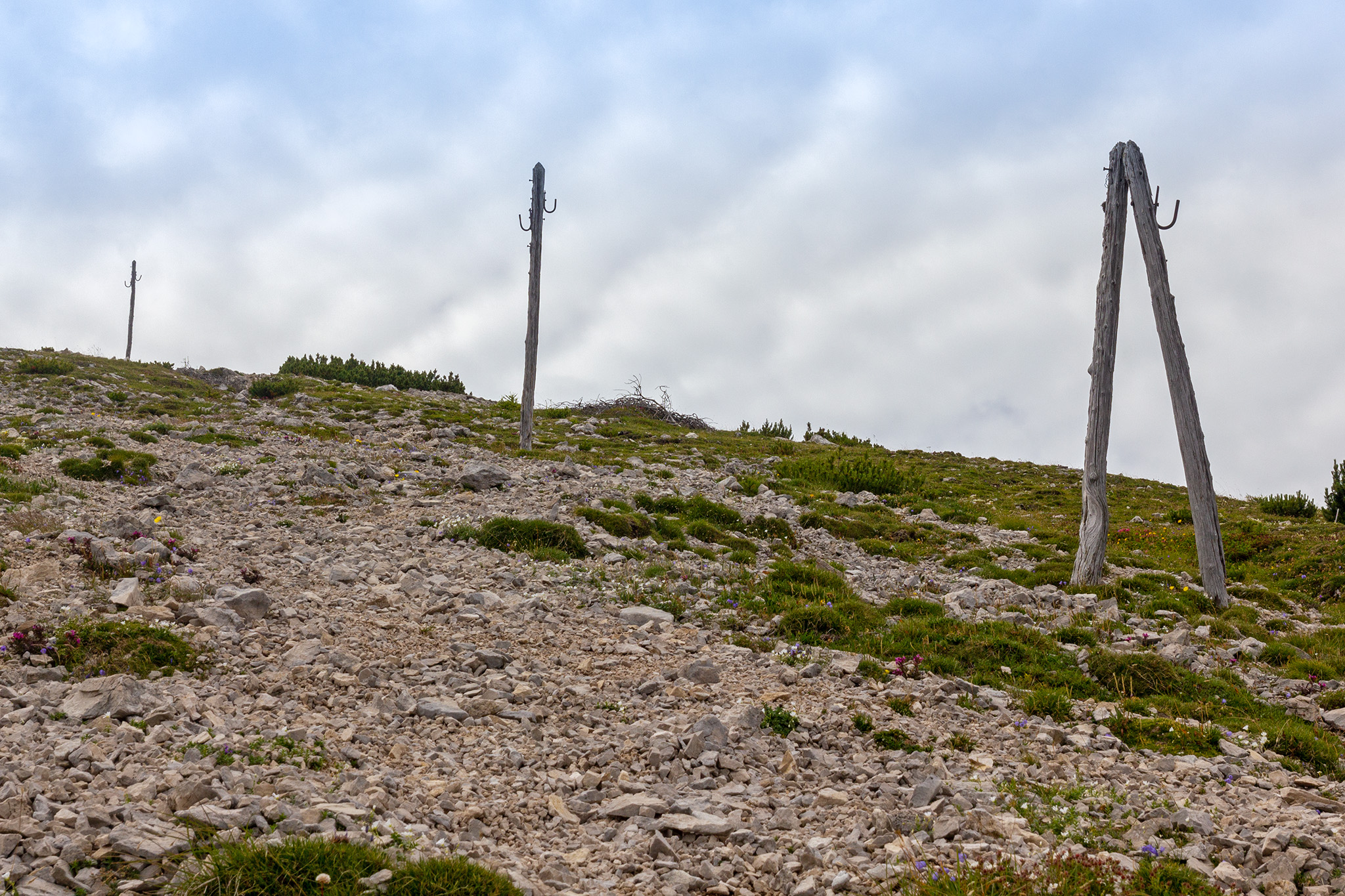
Reste der Telegrafenleitung (2020)

Bereits seit dem Jahre 1846 wurden in dem – knapp 100 Meter unter dem Gipfel gelegenen – Rainer-Schutzhaus regelmäßig Wetterbeobachtungen durchgeführt. Über lange Zeit war dies die höchstgelegene Messstation der Habsburgermonarchie, die seit 1882 auch über eine telegrafische Verbindung – zur Weitergabe der Wetterdaten – verfügte. Die Reste der alten Telegrafen-Masten sind heute noch zu sehen.
Das Rainer-Schutzhaus wurde im Kriegsjahr 1944 durch Brand und Verwüstung zerstört, die Messungen auf der Hannwarte wurden 1947 eingestellt. Um die ehemalige meteorologische Station vor dem vollständigen Verfall zu bewahren, wurde 2001 der vier mal vier Meter große Sockel und das noch vorhandene Metallgerüst vom Österreichischen Touristenklub – Sektion Südkärnten restauriert.

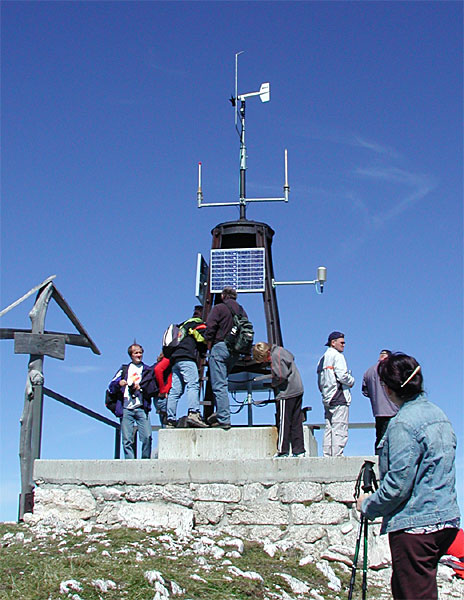
Hannwarte im Sommer 2006

Ab Februar 2006 werden die von 1846 bis 1947 durchgeführten meteorologischen Aufzeichnungen vom Gipfel des Hochobirs weitergeführt. Auf dem Metallgerüst der Hannwarte wurde eine Messstation des Kärntner Lawinenwarndienstes errichtet, welche Daten über Wind, Temperatur und Feuchtigkeit aufzeichnet und mit den Daten der Station „Rainer-Schutzhaus“ im 45-Minuten-Takt an den Datenserver des Lawinenwarndienstes nach Klagenfurt sendet.

## Literatur

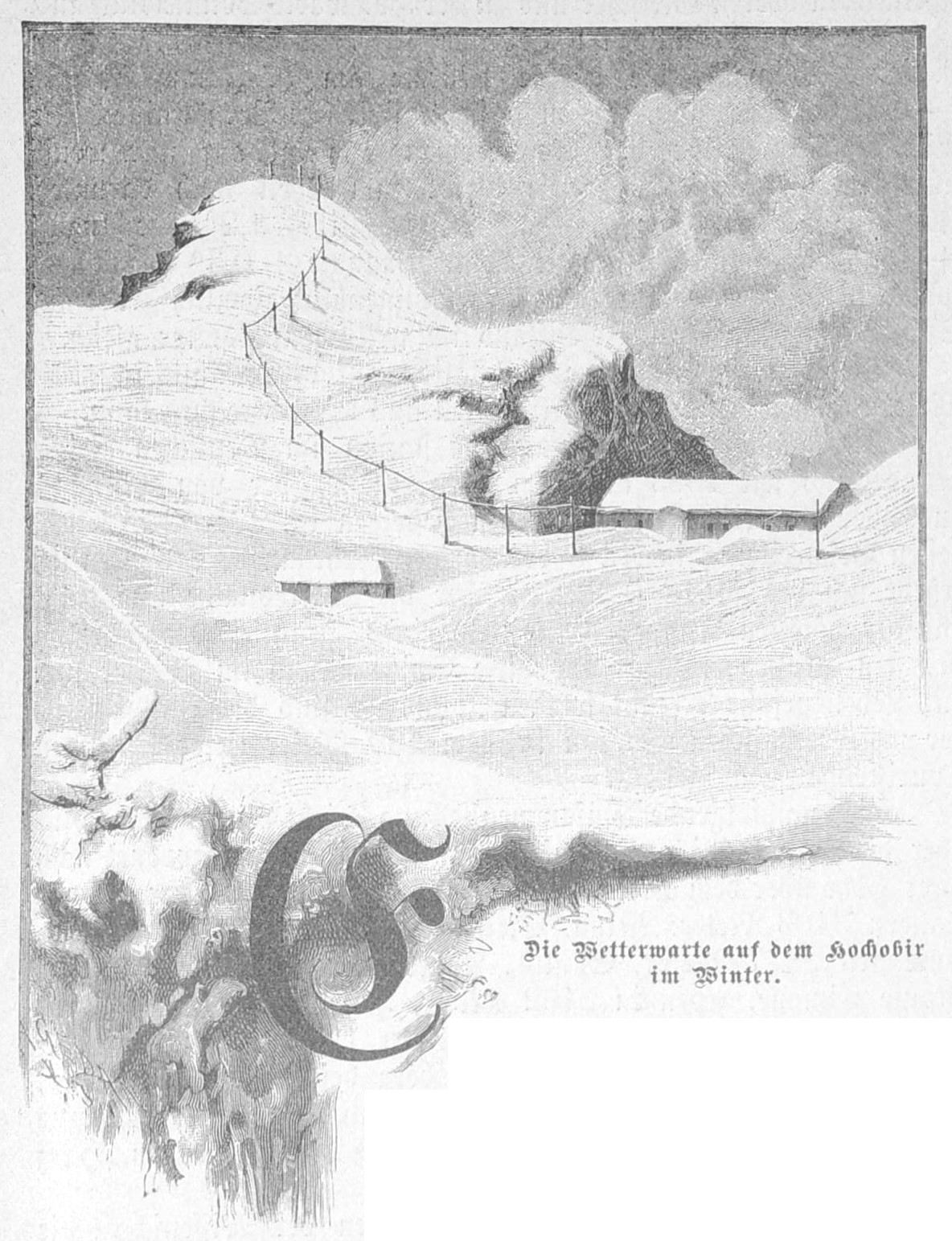
Das Rainer-Schutzhaus und die Telegraphenleitung zur Warte in der Gartenlaube (1888)